# Campionat Individual de Raspall de 2006
El XXI Campionat Individual és l'edició del 2006 del Campionat Individual de raspall per a pilotaires professionals.

## Pilotaires
- Agustí de Castelló
- Alberto d'Aielo de Malferit
- Armando de Bicorp
- Carlos d'Oliva
- Coeter II de Simat de la Valldigna
- David del Genovés
- Galán
- Juan del Genovés
- Juan Carlos de Bicorp
- Juan Gràcia de Potries
- Malonda IV d'Oliva
- Salva de Simat de la Valldigna
- Sariero
- Tur
- Waldo d'Oliva

## Resultats

### Primera fase
| Data     | Trinquet          | Roig    | Blau        | Resultat |
| -------- | ----------------- | ------- | ----------- | -------- |
| 21/11/06 | Oliva             | Armando | Coeter II   | 10-25    |
| 21/11/06 | Oliva             | Salva   | Tur         | malaltia |
| 23/11/06 | Bellreguard       | Galán   | Juan Carlos | 25-10    |
| 23/11/06 | Bellreguard       | Carlos  | David       | 20-25    |
| 25/11/06 | El Zurdo (Gandia) | Agustí  | Malonda IV  | 25-20    |
| 25/11/06 | El Zurdo (Gandia) | Juan    | Sariero     | lesió    |

### Segona fase
| Data     | Trinquet          | Roig      | Blau    | Resultat |
| -------- | ----------------- | --------- | ------- | -------- |
| 28/11/06 | Oliva             | Coeter II | Salva   | 25-20    |
| 30/11/06 | Bellreguard       | Galán     | David   | 25-15    |
| 02/12/06 | El Zurdo (Gandia) | Agustí    | Sariero | 25-10    |

### Fase final
|  | Semifinals                       | Semifinals |    |  | Final                                   | Final |  |
|  |                                  |            |    |  |                                         |       |  |
|  | 9 de desembre, El Zurdo (Gandia) |            |    |  |                                         |       |  |
|  | Coeter II                        | 25         |    |  |                                         |       |  |
|  | Galán                            | 15         |    |  |                                         |       |  |
|  |                                  |            |    |  |                                         |       |  |
|  |                                  |            |    |  | 21 de desembre, Trinquet de Bellreguard |       |  |
|  |                                  |            |    |  | Coeter II                               | 25    |  |
|  |                                  | Agustí     | 05 |  |                                         |       |  |
|  |                                  |            |    |  |                                         |       |  |
|  |                                  |            |    |  |                                         |       |  |
|  |                                  |            |    |  |                                         |       |  |
|  | 12 de desembre, Oliva            |            |    |  |                                         |       |  |
|  | Agustí                           | 25         |    |  |                                         |       |  |
|  | Salva                            | 10         |    |  |                                         |       |  |